# Павловиці (Пщинський повіт)
Павловиці (пол. Pawłowice) — село в Польщі, у гміні Павловиці Пщинського повіту Сілезького воєводства.
Населення — 9771 особа (2011).

## Демографія
Демографічна структура станом на 31 березня 2011 року:
|          | Загалом | Допрацездатний вік | Працездатний вік | Постпрацездатний вік |
| -------- | ------- | ------------------ | ---------------- | -------------------- |
| Чоловіки | 4917    | 994                | 3689             | 234                  |
| Жінки    | 4854    | 950                | 3399             | 505                  |
| Разом    | 9771    | 1944               | 7088             | 739                  |